# 2012年夏季奥林匹克运动会相关问题
英国伦敦举办的2012年夏季奥林匹克运动会出现一系列的相关问题，引起了媒体和公众的关注。

## 开幕之前

### 代表標誌被批評

#### 會徽
2007年6月4日倫敦時間11時30分公布了新的會徽，新會徽完全沒有當地的傳統標誌或色彩，顏色樣式不一，官方較常用的為紅色系會徽。但在會標公布後的24小時內，醫療部門接待了8名癲癇病人，他們都是在倫敦奧運會組委會網站上觀看有關新會標的宣傳短片時發病。臨床神經心理學專家哈丁教授從專業角度的分析則印證了會徽宣傳片的潛在健康威脅並非空穴來風。他表示，根據電視業採用的圖片感光性的專業測試結果，會徽圖案並不適合在電視上出現。類似事情已在1997年的3D龍事件最嚴重，結果不到10年還有人重蹈覆轍。
同時公布的奧運和帕運的會徽也被批評成像「車禍現場」、「女人對男人口交」、「破裂的納粹標誌」、「正在上廁所的猴」、「潦草的惡搞」等，是「用最糟的方式讓英國難堪」等不當聯想。伊朗穆罕默德·阿里阿巴迪甚至還說2012年倫敦奧運會會徽宣揚種族主義，並威脅將退出2012年奧運會，其他穆斯林國家可能也會效法伊朗因此退出比賽，儘管最後沒有抵制。他的論點是：因為倫敦奧運會會徽酷似英文單詞「Zion」，這一詞語意為猶太人。在阿里阿巴迪看來，倫敦奧運會使用這樣的會徽，是一種令人厭惡的行為。阿里阿巴迪表示，伊朗可能不會參加2012年倫敦奧運會，其他穆斯林國家可能也會因為會徽的緣故而退出比賽。阿里阿巴迪還在信中寫道：「倫敦奧運會會徽可能會對體育運動的未來產生破壞性影響。」

#### 吉祥物
2010年5月公布的吉祥物，因為靈感來自於單眼相機，所以奧運和帕運吉祥物均只有一隻眼睛，沒有嘴也不會微笑（有奧運吉祥物以來首次），一亮相就引發毒舌批評，甚至有人批評這是奧運有史以來最醜的一個吉祥物。

### 於民居中安裝導彈爭議
为了保障伦敦奥运会的安全，英国政府宣布从7月中开始，在东伦敦周边地区的6个地点，部署包括短程地对空导弹在内的防空系统。这6个地点中，有4个是东伦敦周边地区的草地、山坡以及河谷地带。其余两个是一般居民楼的楼顶。不过，两个居民楼的居民强烈反对政府的计划，其中一栋公寓大楼的居民，甚至还委托律师把政府告上法庭。居民们表示，当局没有就这一计划同他们进行正当而公平的磋商。该公寓住户担心，在楼顶部署防空导弹将会把他们的公寓楼变为恐怖袭击的目标。不过，英国一名法官判决说，居民们的这种担忧是站不住脚的。除了6个地点部署地对空防御系统之外，奥运期间，英国皇家海军直升机起降舰艇——皇家海洋号(HMS Ocean)也将停靠在泰晤士河畔。此外，颱風戰鬥機将进驻伦敦郊外的皇家空军基地，美洲狮型直升机将部署在英国国民军中心。英国国防大臣哈蒙德表示，地对空防御系统是“全方位、多层面的防空计划”的一部分，能发挥“保安和强力威慑的力量”。

### 保安公司安排失當
2012年7月，奥运会安保签约公司G4S宣布削减安保人员数量，公司表示它们没有足够的能力招募和培训安保人员。安保人员的短缺不得不使调集英国军队参与保安工作。有报告称，一些新兵不能说流利的英语。

### 国家主权问题
2012年5月2日，正值贝尔格拉诺将军号巡洋舰在马岛战争中沉没30周年之际，阿根廷方面发布了一个关于阿根廷曲棍球队队员训练的宣传短片。其中包括队员在与英国有领土争议的马尔维纳斯群岛上的训练画面，背景有“同英国斗争领土，我们在阿根廷的土地上训练”的标语。
作为迎接奥运的一部分，伦敦在其西区攝政街悬挂参赛国国旗，其中包括中华民国国旗。而自1981年以来，中华民国一直以“中华台北”为名参与奥运会。中华人民共和国的官员已向英外交及聯邦事務部提出抗议。经中华人民共和国抗议，英国外交及聯邦事務部表示要求有关方面将中华民国国旗替换为中华台北的梅花旗旗帜。倫敦攝政街協會撤下中華民國國旗，經交涉後，協會強調絕無不敬，並對造成台灣困擾表示歉意。
乌克兰外交部对伦敦奥运会官方网站上列出的俄罗斯奥运代表队成员的传记进行抗议，原因是出生在在乌克兰的运动员被标注为俄罗斯所有。有30个运动员已确定国家名称使用错误。

### 眾多行業罷工
於倫敦奧運進入倒數階段時，英國邊境檢查人員及列車司機都分別發動大罷工。代表萬多名英國邊境管理局職員的公共及商業服務工會於7月19日表示工會成員會於同月26日，即倫敦奧運開幕前一天發動大罷工，並且於奧運會舉辦的期間及後期──7月27至8月20日期間按章工作，並且拒絕加班工作，以抗議當局擬裁減人手，同時對目前的薪資表示不滿。此外，東米德蘭茲鐵路公司的450名列車司機則發表聲明，表示於奧運賽事舉行期間的8月6至8日一連三日進行大罷工。

### 機場保安醜聞
在伦敦奥运会开幕前，英国希思罗曾爆出机场保安人员，涉嫌监守自盗，趁替旅客安检时，盗窃旅客财物，并怀疑为团伙作案并互相包庇。

### 开幕式遭洩露
新浪网于2012年7月24日发布奥运开幕式彩排的盗录视频，但之后被删除。这是自2008年北京奥运会开幕式彩排被SBS盗录后第二次发生类似事件。

## 开幕式

### 印度代表团出现神秘红衣女子
印度代表团在开幕式运动员入场时，旗手右侧出现一名神秘的红衣女子。经查该女子与印度代表团无关，神秘女子的出现使外界质疑奥运会的安保能力，倫敦奧組委稱這名印度籍紅衣女子叫馬杜拉，是奧運開幕式表演人員，她在會場看到印度隊入場就走在印度隊掌旗官旁邊，繞場一周。印度代表團對紅衣女子的闖入十分憤怒，并寫信向倫敦奧組委抗議，要求解釋。

### 日本代表團被帶離會場
一位日本奧會發言人於週三(8月1日)證實，整個日本代表團選手進場不久，在開幕式表演活動尚未完全結束的時候就被工作人員誤帶出了體育場。本次奧運會規定運動員如果不想參加開幕式，可以選擇在國家代表團遊行後離場回到駐地。當時約有30名日本選手要求儘早返回駐地，但在一片混亂中，所有44名出席開幕式的運動員在繞場一圈後都跟著嚮導經由單向出口走出會場。然而，一旦走出體育場，他們就再也進不去了。

## 运动会期间

### 观众问题

#### 空座率
虽然有报道称奥运会的门票已售罄，但实际上在多个场馆非常明显的地方，留有很多空座位。倫敦奧運於開賽階段的觀眾入場數字極低，即使於有眾多運動明星參與的體育項目，例如游泳決賽等，前排觀眾座位區域仍然見有大量空凳。另外，由於足球項目門票剩餘過多，高達逾百萬張，倫敦奧組委已經開始減少部分承擔辦理球場的觀眾座位，計劃總共減少約50萬座觀眾座位。

#### 官員涉嫌進行黑市門票交易
《泰晤士報》記者偷拍到負責奧運項目的英國官員與3間票券代理商以高達票面10倍的價格，販賣數千張最高等級的票券，由於涉嫌黑市販賣，案件已經被倫敦警察廳展開調查。

#### 由軍人入座充場面爭議
因预留给国际奥委会成员、各国奥委会和赞助商的门票过多，导致网上门票基本售罄的情况下，观众席仍空空如也。据英国当地媒体统计，伦敦奥运会开幕不久，奥运赛场内的空座便达到了1万多个，但这还不包括很多足球比赛空荡荡的看台。2012年7月28日，伦敦奥组委临时增售约1000张门票，并将一些门票发放给了负责奥运安保的军人，让他们观看体操比赛以“填补空位”。英国媒体戏称奥组委向英国军人“求援”，而且成功“被拯救”。

#### 座位倒塌
2012年伦敦奥运会赛艇和箭术场地的座位因出现倒塌的情况遭观众投诉。伦敦奥运会发言人多伊尔事后表示：“在赛艇和箭术场地，座位不是固定死的，而是焊接上去的，有些焊接点断了，导致座位倒塌……问题出在两个座位的焊接处上，除此之外，我们没有发现其他任何问题。这不会是一个大问题。有两个场地出现了问题，而这种临时座位一共大约有20万个。”

### 竞赛问题

#### 裁判判決争议
- 男子柔道66公斤级四分之一决赛中，由来自日本的海老沼匡对阵韩国的曹準好，由于两人实力相近，最终通过裁判举旗决定胜负。最初裁判支持韩国获胜，但在日本队和现场观众的压力下，又改判日本获胜[27]。

- 在体操男子团体比赛的决赛时，日本选手内村航平因在鞍马项目结束动作后下马出现失误，大会原判内村航平的动作分数较低，使日本队跌落第四名。比赛结束后，日本队向大会分数提出抗议，评审经讨论后同意修改分数，使日本增加0.7个百分点，赢得银牌。这一判决使原银牌英国队和铜牌乌克兰队位次下降，现场嘘声一片。[28][29][30][31]

- 在自行车女子团体竞速赛决赛上，中国队与德国队交锋，最终中国队获胜。后期裁判以中国队违反规则为由，取消中国队的金牌。中国代表团提出申诉，但最终被驳回[32]。

- 奥运会羽量级拳击比赛上，日本选手清水聪对阵一位阿塞拜疆选手。在日本选手六次击倒阿塞拜疆选手的情况下，裁判最终判处阿塞拜疆选手获胜。日本代表团之后通过申诉，在重看录像回放后判处日本队获胜[33]。

- 在女子七项全能决赛中，德国选手莉莉-施瓦茨科普夫在赛后被裁判通知资格被取消，原因是她在800米跑中弯道处提前离开。在赛后观看回放后发现，裁判是将临近报道的一名犯规选手误看成莉莉-施瓦茨科普夫[34]。

- 在8月6日的体操比赛男子吊环决赛当中，中国选手陈一冰和巴西选手纳巴尔莱蒂的分数裁定引起争议。陈一冰的动作几乎完美[35]。随后出场的纳巴尔莱蒂落地时后退一步，而最终得分超过了陈一冰0.1分，因而不少运动员、专家、记者乃至观众表示难以理解[36]，并引起了大量民众（包括部分外国观众和运动员）的批评与指责[37]。

- 在8月8日的跆拳道男子58公斤級比賽中，中華台北隊的魏辰洋選手，因遭越南選手黎黃州踢到頭部，但中華台北代表隊教練向評審團抗議，說越南選手黎黃州沒有踢到魏辰洋選手的頭部，但未抗議成功，所以越南選手黎黃州得3分。此比賽為越南選手黎黃州獲勝。在台灣，有很多人認為越南選手黎黃州未踢到。

#### 羽球利用規則消极比赛
在7月31日的羽毛球女双小组赛A组的最后一场比赛，世界排名第一的中國隊（于洋/王曉理）爆冷负于南韓隊选手（鄭景銀/金荷娜），比赛过程中双方在场上均失误频频，现场观众以嘘声表达不满。在随后的女双小组赛C组的最后一场比赛中，南韩队选手（河贞恩/金旼贞）战胜印尼选手（波莉/乔哈里），但过程同样遭遇质疑。有评论认为此举主要是为了防止在半决赛中遇到同一国家或强力的对手。
8月1日，世界羽毛球联合会周三指控这些选手“并没有尽力赢得比赛，她们的表现很明显是损害羽毛球运动。”并宣布涉伦敦奥运羽毛球赛丑闻的8名运动员被取消比赛资格。
于洋事後在自己的微博說：「只是选择利用规则放弃比赛，只是为了接下来第二阶段的淘汰赛打的更好.....」，且自己傷病困擾纏身；在賽後採訪更称：「賽前看到韓國對手就一副不太想打的樣子」，亦暗示將要退休；但南韓教練反驳說，他們是看到中國隊的表現，才与中国队一样选择放水。根據國際羽總表示，這個取消資格決定「僅限於在倫敦奧運」，並不影響相關國家的教練與球員在其他比賽，更不會對教練和運動員做出任何懲罰。
大部分都批评此次事件，但其后发生英国自行车队利用规则故意假摔重赛的事件，使得媒体对羽毛球事件观点出现争议，部分媒体表示主要责任不在运动员上，而在于不合理的规则。

#### 英國隊多次獲得重賽的爭議
事發在8月2日場地自行車男子團體競速賽第一輪。英國隊選手辛德斯在出發后不久便連人帶車摔在了賽道上，英國隊由此獲得重新比賽的機會，并最終以破世界紀錄的成績贏得金牌。但是辛德斯賽後對媒體說：“我們賽前商量過，如果我們的出發不理想，我們就需要一次摔倒事故來重新開始。”對此，國際奧委會卻表示他們只是利用了規則，將不會取消他們的成績。

在賽艇比賽中，亦有同樣情況出現，最終英國隊亦贏得獎牌。
在男子單人10米跳台爭奪戰中，英國隊的湯姆·戴利在第一跳的表現未如理想，僅得到75.60分，期後他以觀眾的攝影機閃光燈過亮為理由投訴。戴利和教練向主裁身投訴後，主裁判與技術台的人員溝通後，決定允許戴利重跳，並且著於技術紀錄分數的人員將之前的分數作廢，重新記錄。結果戴利於第二跳中，獲得了91.80的高分，贏得銅牌。
這些事情也讓人覺得英國重蹈1988年當時南韓的覆轍。

### 其他

#### 攜帶中華民國國旗問題
中華民國簽署奧運模式協議時，並未同意觀眾席場內禁用中華民國國旗，亦無被各國明文禁止，只有中華民國行政院體委會從2012年開始禁止。因中华人民共和国政府施压，觀眾攜中華民國國旗國旗入奧運會場加油依舊會被强行没收或驱逐。禮賓室經理沙頓（Rebecca Sutton）慎重調閱閉路電視畫面，證實安全人員的確不當搶旗，通報這家外包的安全公司主管，他們都認為搶旗行為不妥，向沈呂巡表達歉意。之後比賽場館2位高層主管獲知中华民国國旗被搶事件，也鄭重向沈呂巡致歉。

#### 朝鮮國旗錯掛事件
2012年7月25日，在朝鲜女足与哥伦比亚队的比赛前，朝鲜国旗被错成韩国国旗，为此朝鲜女足一度集体离场意欲罢赛。伦敦奥组委随后发表道歉声明，在接到奥组委的道歉声明后，朝鲜女足重新回到赛场。
伦敦奥运官方APP应用上，捷克籍的佩特拉·科维托娃也被错配韩国国旗。

#### 國旗落地
2012年8月4日，奥运会网球女子单打决赛结束了。美国的小威廉姆斯以6-0，6-1的比分轻松击败俄罗斯的莎拉波娃夺冠。在赛后的升旗仪式上，莫名其妙地刮来一阵大风，由于现场的风实在太大，三面国旗都被吹得横飞乱舞。中间的美国国旗在最后时刻没能顶住，直接被风吹走。

#### 升旗方式爭議
在2012年7月31日男子200米自由泳的颁奖升旗仪式中，伦敦组委会再次出现问题，中国选手孙杨和韩国名将朴泰桓并列亚军，但是在升旗时韩国国旗却排在了中国国旗的上面。按照惯例，遇到并列的情况，国旗应并排放置。但国际奥委会表示如果空间不够时，可以上下排放，排列顺序依照运动员姓氏的英文拼写决定，因此这样做符合升旗规定。
但在2012年7月29日柔道男子66公斤颁奖仪式上，日本和韩国选手同得铜牌，国旗却是按照平行排列 。
在2012年8月3日举行的100米蝶泳比赛中，南非和俄罗斯并列亚军，升旗时俄罗斯国旗却在南非之下，由于上次奥委会已经解释过了，所以此次并没有引起轰动。
在游泳比赛后的颁奖中俄罗斯国旗悬挂于南非下方。

#### 证件乌龙
英国《独立报》消息，18岁的英国青年短跑运动员亚当-杰米里在本人的Twitter上贴出了自己的奥运会的证件照，但证件上印的竟不是他本人的照片。亚当-杰米里在Twitter上这样写道：“我去场馆参加比赛的奥运会资格证，但这个人是谁啊？” 原奥运会400米铜牌获得者凯瑟琳-梅里随后回复：“我的天！这人一点都不像你！”。虽然照片混淆了，但是杰里米仍可以没有障碍的进入场馆，也从另一个角度反映了伦敦奥运会极糟糕的安保问题。

#### 交通不畅
多国运动员和记者在去奥运村路上因巴士司机缺少专业培训、交通指示牌出错而迷路三个多小时。最后司机、记者、运动员一起研究伦敦地图。

#### 噪音問題
主辦單位於田徑主場館館內播放強勁音樂，目標是帶動氣氛，但是有現場觀眾及驻守於場館內的評述員不認同，並且投訴音量過大，簡直是「騷擾」及「不能原諒的過失」，影響比賽。

#### 设备问题
女子100米蛙泳决赛中，美国选手拉尔森独自跃入水池，但因场上扩音器不响，其他选手没动，拉尔森被召回换扩音器再重开赛。

#### 国歌出错
在7月29日结束的男子佩剑个人决赛，匈牙利选手斯拉奇夺得金牌。但当匈牙利国歌响起时，斯拉奇瞬间惊呆了，因为当时的匈牙利国歌严重跑调，匈牙利击剑队队长表示“这根本就不是我们的国歌。”
7月30日女子100米蛙泳，立陶宛选手梅卢提特获得金牌，颁奖仪式上立陶宛国歌放一半没声了。

#### 安排差错
巴西总统的政敌，反对党主席居然坐她旁边，政治斗争被带进奥运会开幕式。气得巴西总统罗塞夫险些提前退场。

#### 奥运村不合格
无论房间多大，宿舍里的床长度只有1.73米。美联社报道说：“运动员的床的长度远远不及参加本届奥运会男运动员的平均身高。牙买加田径明星博尔特(身高1.95米)、美国游泳名将菲尔普斯(1.93米)如果住在这个地方，只能蜷着身体睡觉。” 在一共261名美国男运动员中，只有22人能睡在这张床上。以致美国篮球队和一些明星选手都跑去五星级酒店睡觉，不愿住在奥运村里。
运动员宿舍只有一部分套间有浴室，极少数房间有阳台。
印度代表团抱怨：奥运村马桶不足，6个运动员才能分配到一个。每天早晨，为了及时“占位”，常要进行一场激烈的竞争。

#### 軍人住宿環境問題
英國傳媒揭發了被徵召負責奧運保安的軍人臨時住宿地點環境惡劣，尤如難民營。軍人被逼在空置購物中心的地下停車場場內，將床位鋪得密密麻麻地睡覺，環境極其擠迫。

#### 偷渡
英国广播公司8月7日报道，喀麦隆说该国参加2012伦敦奥运的7名运动员失踪。这7名运动员（有5名拳击运动员，1名游泳运动员和1名足球运动员）被怀疑是由于经济原因为留在欧洲而脱离了喀麦隆奥运代表团。其中一名在奥运前的训练期间就离开了。现在奥运村也不再见到另外六人的影子。

## 比賽結束以後

### 賽後4年的里約奧運前的藥物複檢
2016年由於禁藥風波頻發，IOC因此進行進行藥物複檢，結果有23人藥檢沒過。到2017年2月已取消16面獎牌。